# Etiopská lidová revoluční demokratická fronta
Etiopská lidová revoluční demokratická fronta (amharsky የኢትዮጵያ ሕዝቦች አብዮታዊ ዲሞክራሲያዊ ግንባር) je vládnoucí koalice v Etiopii. Jejími členy jsou čtyři politické skupiny: Oromská lidová demokratická organizace, Amharské národní demokratické hnutí, Demokratické hnutí národů jižní Etiopie a Tigrajská lidová osvobozenecká fronta. V současném etiopském parlamentu má tato koalice 437 mandátů z 527. Její vedení sídlí v Addis Abebě.
Vznikla původně jako povstalecká organizace bojující proti Dergu.